# Avia B-46
De Avia B-46 is een Tsjechoslowaakse hoogdekker bommenwerper gebouwd door Avia. De eerste vlucht vond plaats in 1932.

## Specificaties
- Bemanning: 6
- Lengte: 20 m
- Spanwijdte: 30 m
- Vleugeloppervlak: 110 m2
- Leeggewicht: 5 400 kg
- Startgewicht: 9 830 kg
- Motoren: 3× Avia Rr-29, 440 kW (600 pk) elk
- Maximumsnelheid: 246 km/h
- Kruissnelheid: 200 km/h
- Plafond: 5 400 m
- Vliegbereik: 1 000 km